# Friedrich August Wilhelm Wenck

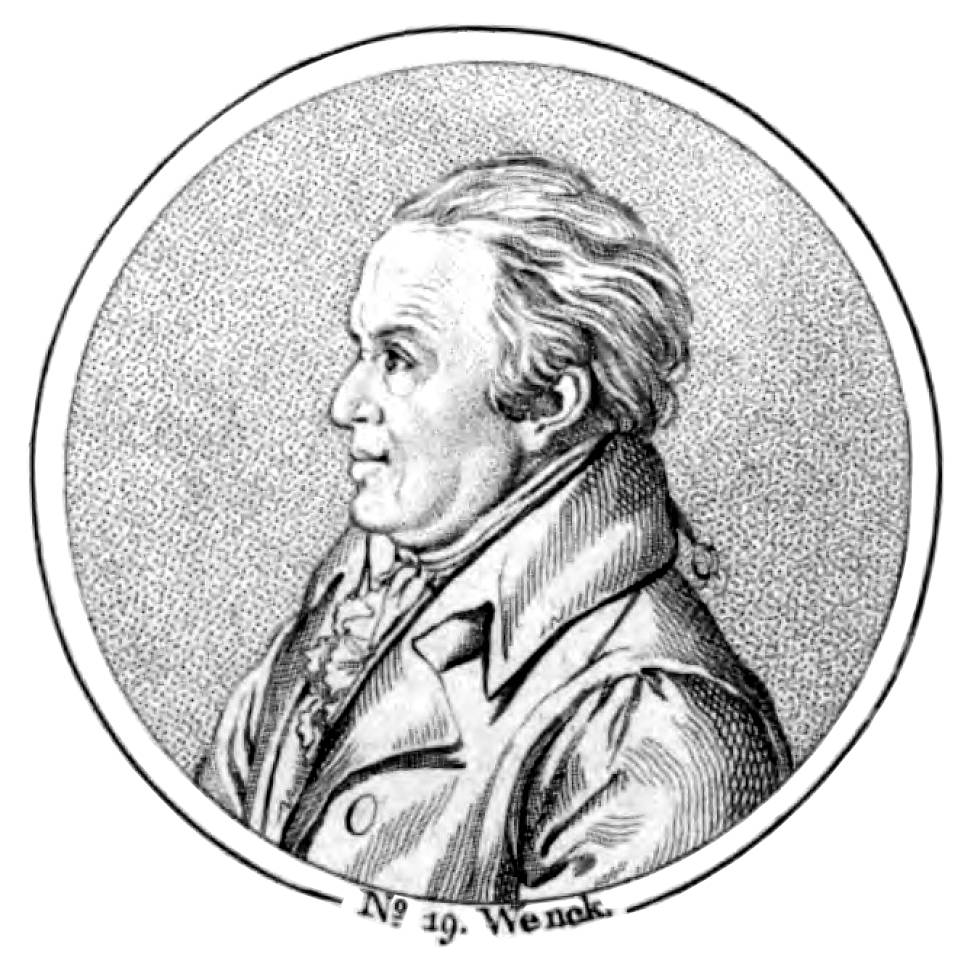
Friedrich August Wilhelm Wenck

Friedrich August Wilhelm Wenck (* 4. September 1741 in Idstein; † 15. Juni 1810 in Leipzig) war ein deutscher Historiker.

## Leben

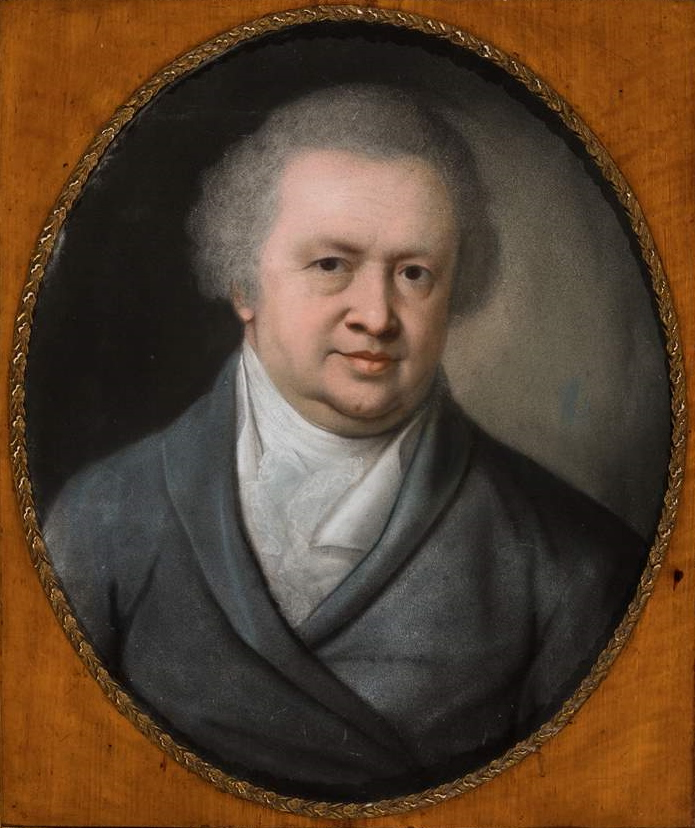
Portrait Friedrich August Wilhelm Wenck, um 1800

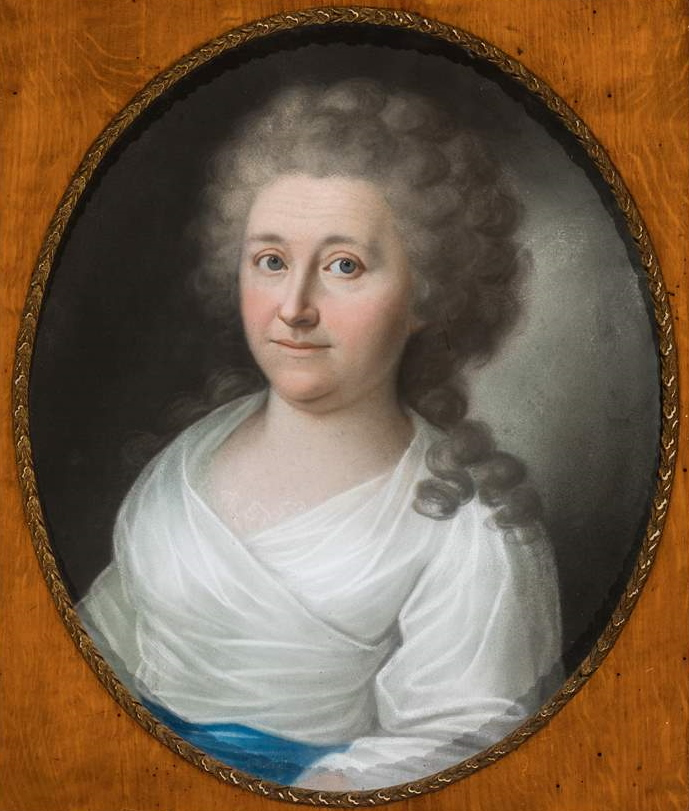
Portrait der Ehefrau Johanna Louise, um 1800

Der Sohn des Johann Martin Wenck (1704–1761) studierte von 1760 bis 1763 an der Universität Erlangen. In der Folge war er Hofmeister eines jungen Grafen Alexander von Schönberg in Dresden gewesen und wurde 1766 Mitarbeiter am Pädagogium in Darmstadt. Um einen akademischen Weg zu verfolgen, ging er 1768 an die Universität Leipzig, wo er auf Vermittlung Christian Fürchtegott Gellerts als Hofmeister zweier junger Adliger ein Auskommen fand. 1770 erwarb er sich den akademischen Grad eines Magisters der Philosophie und hielt in der Folge Vorlesungen zur Universal- und Reichsgeschichte, sowie über Diplomatie.
Am 23. Oktober 1771 wurde er außerordentlicher Professor der Philosophie, 1779 ordentlicher Professor der Philosophie und hatte sich 1780 das Baccalaureat an der juristischen Fakultät erworben. Am 2. Oktober 1780 erhielt er nach dem Tod von Johann Gottlob Böhme die Professur der Geschichte, mit dem Titel eines Hofraths. Als solcher hat er sich auch an den organisatorischen Fragen der Leipziger Hochschule beteiligt, war mehrfach Dekan der philosophischen Fakultät, Prokanzler der Hochschule und war in den Sommersemestern 1784, 1792, 1796, 1800, 1804 Rektor der Alma Mater. Seit 1799 war er ständiger Präsident der Societas Jablonoviana. Seine letzte Ruhestätte fand er auf dem Friedhof St. Johannis, wo auch zahlreiche Familienmitglieder begraben sind.
Aus seiner 1781 geschlossenen Ehe mit Johanna Louise Schmidt (* 13. Oktober 1743, † 23. Mai 1824), einer Tochter des späteren fürstlich-mansfeldischen Kanzleidirektors Johann Christoph Schmidt in Eisleben, gingen fünf Kinder hervor, zwei Töchter und drei Söhne, darunter Karl Friedrich Christian Wenck (1784–1828), der als Professor der Rechtswissenschaften ebenfalls Bedeutung erlangte. Seine Tochter Juliane Emilie übernahm nach dem Tod der Mutter das Rittergut Beerendorf, zuvor hatte sie den späteren Leipziger Universitätsprofessor Wilhelm Andreas Haase geheiratet.
Wenck besaß mehrere Rittergüter in der Gegend von Delitzsch. So kaufte er am 3. August 1785 von Carl Wilhelm Graf von Wartensleben das Rittergut Beerendorf. Ferner besaß er Schenkenberg und zeitweilig auch Petersrode.

## Wirken
Sein bekanntestes Werk war der Codex juris gentium recentissimi, eine Ausgabe der Staatsverträge der Jahre 1735–1772, welches damals von der akademischen Welt positiv aufgenommen wurde. Das dreibändige Werk erschien in den Jahren 1781, 1788 und 1795 in Leipzig. Die vorher übernommene Übersetzung von Ed. Gibbon’s Geschichte des Verfalls und Untergangs des römischen Reichs hat Wenck nicht über den ersten 1779 erschienenen Band hinausführen können. Seine kritischen Anmerkungen, sind aus gründlicher Kenntnis der römischen Kaisergeschichte geschöpft. Das Werk erlebte eine Fortsetzung von Karl Gottfried Schreiter (1756–1809), die jedoch nie an dessen Detailtreue herankam. Zudem hat er auch Schriften zur sächsischen Geschichte verfasst. Als Geschichtsprofessor war er zusätzlich zu seiner Tätigkeit als akademischer Lehrer auch für die politische Zensur verantwortlich. Dabei verstieß er in einigen Fällen gegen die obrigkeitlichen Regelungen und musste sich vor den Behörden rechtfertigen. In den Rechtfertigungsschriften, die einen seltenen Einblick in die Vorzensur seiner Zeit liefern, beklagte er unter anderem die Beschwerlichkeit der Zensur von Periodika wie dem 1806 verbotenen Europäischen Aufseher oder die einzige politische Zeitung Leipzigs, die Leipziger Zeitung.

## Werke (Auswahl)
- Diss. I Historia Alberti II: Romanorum, Hungariae et Bohemiae regis, Austriae Ducis, Marchionis Moraviae. Leipzig 1770
- Entwurf der Geschichte der Oesterreichischen und Preußischen Staaten. Leipzig 1782 (Online)
- De Concessione Insignium in Imperio Romano-Germanico. (Programm ICtium)
  - Commentatio prior. Ad audiendam Orationem Aditialem, XXIX. April. Lipsiae (ohne Jahr); XXIV S.
  - Commentatio secunda. Quam pro loco in Amlissima facultate philosophica ... (VII. Mart.) 1781; Lipsiae; (6) + XXXI S.
  - Commentatio tertia. Qua ad audiendas orationes in memoriam Henrici Ridelii et Seyferti, d. XIX. Apr. 1783 recitandas; Lipsiae; XVI S.
  - Commentatio quarta. Qua ad audiendas orationes in memoriam Henrici Ridelii et Seyferti, d. XIV. Septembris. 1785 recitandas; Lipsiae; XII S.
  - Commentatio quinta. Qua Summorum in Philosophia honorum candidatis diem petitionis; Lipsiae (1785); XII S.
  - Commentatio sexta. Qua ad audiendas orationes in memoriam Henrici Ridelii et Seyferti, d. XXVI. Septembris. 1801. recitandas; Lipsiae; XIV S.
- Codex Iuris Gentium recentissimi, e tabulariorum exemplorumque fide dignorum monumentis compositus.
  - Tomus primus ... 1735–1743. Leipzig 1781; (24)+784 S. (Online) Urkunden Nrn. I–XXIV
  - Tomus secundus ... 1743–1753. Leipzig 1788; (20)+788 S. (+ 6 S. Index) (Online) Nrn. XXV–LXIV
- Progr. Relatio de binis Codicibus epistolarum et legationum imeditarum Sigismundi I et Sigismundi II Augusti, Regum Poloniae. Leipzig 1794
- De Henrico I, Misniae et Lusatiae Marchione, Commentatio I. Leipzig 1798
- De Henrico I, Misniae et Lusatiae Marchione, Commentatio III. Leipzig 25. September 1805; XVI S.
- De Henrico I, Misniae et Lusatiae Marchione, Commentatio V. Leipzig 1809

### als Übersetzer
- Erster Teil (1. bis 7. Capitel) von Eduard Gibbon's, Esq. Geschichte des Verfalls und Untergangs des Römischen Reichs. Leipzig, (1779), 1800, 1805, 1820